# فوندرفافه

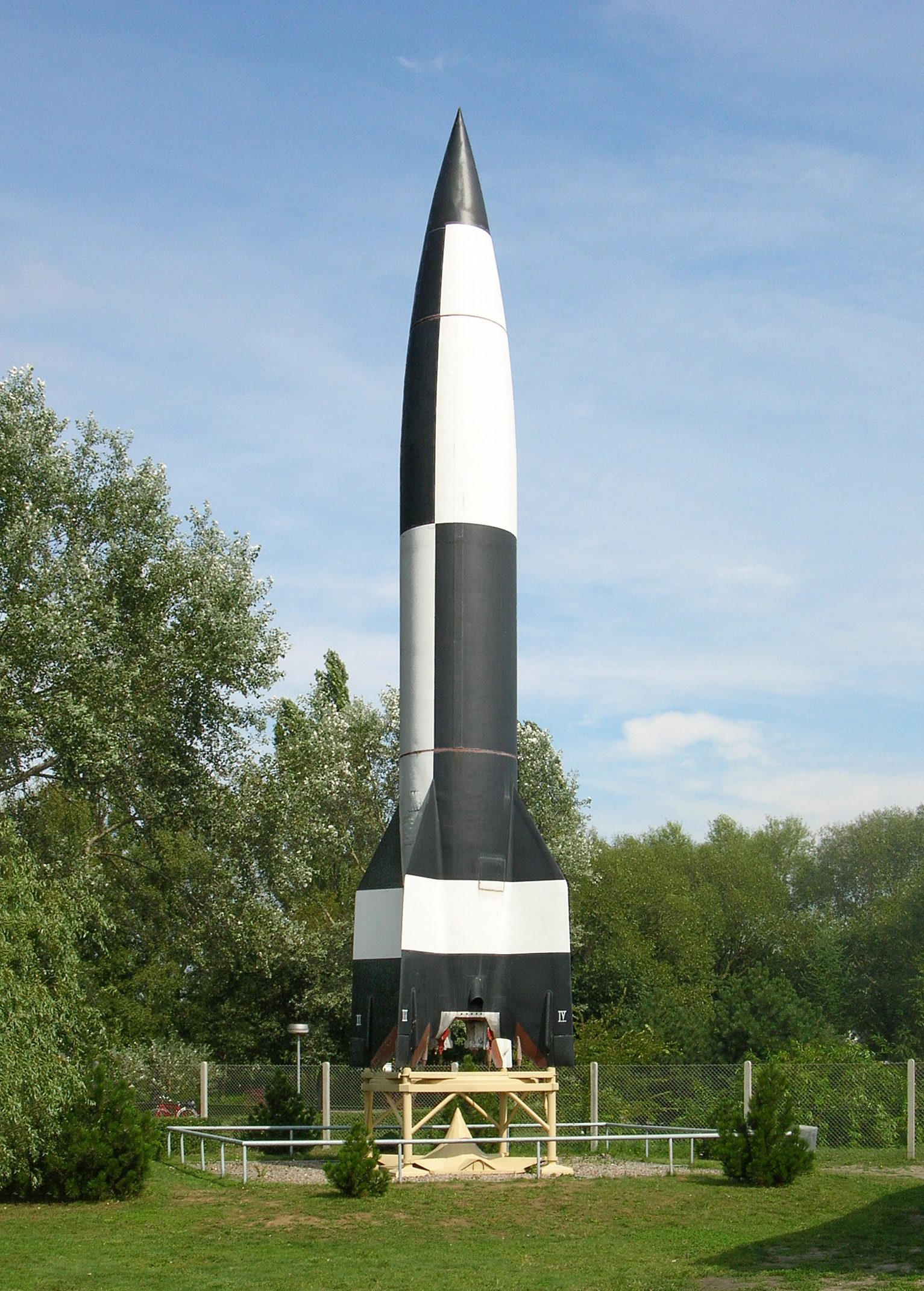
صاروخ في-2 في متحف بيناموندا

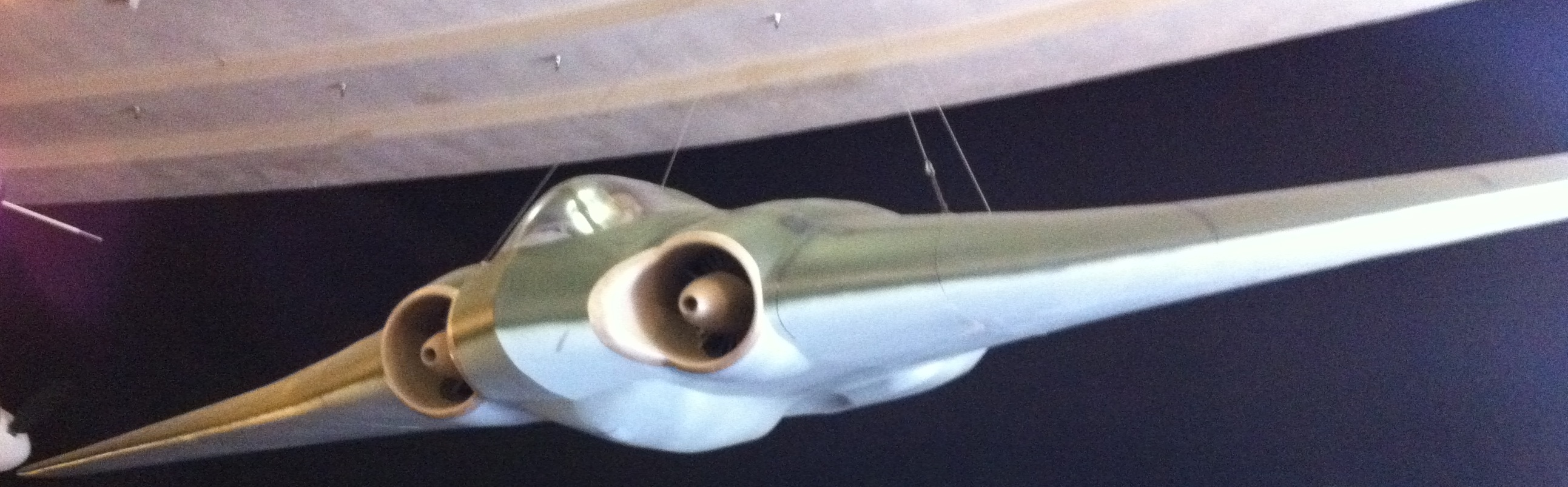
H.IX V3 flywing في متحف سان دييجو للطيران والفضاء

المصطلح ڤوندرڤافه (بالألمانية: Wunderwaffe) والذي يعني «السلاح العجيب» كان مصطلحًا أشاعته خلال الحرب العالمية الثانية وزارة الدعاية في ألمانيا النازية لوصف بعض «الأسلحة الخارقة» الثورية. ومع ذلك، ظلت معظم هذه الأسلحة نماذج أولية، والتي إما لم تصل أبدًا إلى مسرح القتال، أو إذا وصلت، كانت متأخرة جدًا أو بأعداد غير مهمة بحيث لا يكون لها تأثير عسكري.
تعود أسلحة الانتقام التي تم تطويرها في وقت سابق وشهدت انتشارًا كبيرًا، خاصة ضد لندن وأنتويرب، إلى نفس المجموعة من مفاهيم التسلح عالية الابتكار. لذلك، يتم تضمينها أيضًا هنا.
مع تفاقم حالة الحرب بالنسبة لألمانيا من عام 1942، أصبحت المطالبات حول تطوير أسلحة ثورية جديدة يمكن أن تحول المد جزءًا متزايد الأهمية من الدعاية الموجهة إلى الألمان من قبل حكومتهم.  في الواقع، كانت الأسلحة المتقدمة قيد التطوير تتطلب عمومًا فترات طويلة من أعمال التصميم والاختبار، ولم يكن هناك أي احتمال واقعي بأن يكون الجيش الألماني قادرًا على استلامها قبل نهاية الحرب. عندما تم نقل بعض التصاميم المتقدمة، مثل دبابة بانثر وغواصة الفئة الواحدة والعشرون، إلى الإنتاج، كان أداءها مخيبا للآمال بالنسبة للقيادة والقيادة الألمانية بسبب عدم كفاية اختبارات ما قبل الإنتاج أو عمليات البناء سيئة التخطيط.  ومع ذلك، أثبت عدد قليل من هذه الأسلحة نجاحها وكان لها تأثير كبير في تصميمات ما بعد الحرب، مثل بندقية StG 44 وصاروخ في-2.
في اللغة الألمانية، يشير مصطلح Wunderwaffe بشكل عام إلى حل عالمي يحل جميع المشاكل المتعلقة بقضية معينة، يستخدم في الغالب بطريقة ساخرة لطبيعة الوهم الواقعة فيه.

## السفن البحرية

### حاملات الطائرات
- غراف زبلن - حاملة طائرات 33.550 طن تم وضعها في عام 1936؛ لم تكتمل.
- Flugzeugträger B - السفينة الشقيقة المخطط لها إلى جانب غراف زبلين؛ ألغيت قبل الإطلاق.
- حاملة الطائرات 1 - حاملة طائرات مخططة 56,500 طن، محولة من النقل؛ ألغيت قبل بدء العمل.

### البوارج
- بارجة من الفئة إتش - سلسلة من المقترحات لبوارج تتجاوز كل من بوارج فئة مونتانا البحرية الامريكية وبارجة من فئة ياماتو للبحرية الإمبراطورية اليابانية في التسلح، وبلغت ذروتها في أتش-44، سفينة حربية 140,000 طن بثمانية مدافع من عيار 20 بوصة. تم وضع هيكلين من الفئة أتش39 فقط.

### غواصات يو بوت

#### غواصات عابرة للمحيط
- غواصة صاروخية - مشروع غواصة صاروخية باليستية
- غواصة تايب 18 - يو بوت مصمم لاستخدام الدفع المستقل عن الهواء؛ كان العديد منها قيد الإنشاء عندما انتهت الحرب
- غواصة تايب 19 «الكتروبوت» (غواصة كهربائية) - أول يو بوت مصممة للعمل مغمورة (تحت الماء) بشكل كامل، تم بناء 118 ولكن تم الانتهاء من 4 فقط
- تغواصة تايب 24 - يو بوت مخطط له مصمم لاستخدام الدفع المستقل عن الهواء
- غواصة تايب 26 - يو بوت مصمم لاستخدام الدفع المستقل عن الهواء؛ كان العديد منها قيد الإنشاء عندما انتهت الحرب

#### غواصات ساحلية
- تايب الثانية والعشرون - يو بوت مصمملاستخدام الدفع المستقل عن الهواء؛ كان اثنان قيد الإنشاء
- تايب الثالثة والعشرون («الكتروبوت») - يو بوت مصمم للبعثات الساحلية؛ تم بناء 67
- اتايب الخامسة والعشرون - يو بوت كهربائي مخطط بالكامل مصمم للمهام الساحلية

#### طرادات يو
- تايب الحادي عشر - يو بوت مصممة لتحمل طائرة عائمة ارادو أر 231 ولها أبراج بمدافع من عيار 128 مم؛ تم وضع أربعة ولكن تم إلغاؤها عند اندلاع الحرب العالمية الثانية

## مركبات مدرعة

### أسلحة مضادة للدبابات
- ستورر إميل - نمط تجريبي لبانزرياغر، مدمرة دبابات مكشوفة مسلحة بمدفع راينميتال من عيار 12.8 سم كيه ال/ 61، تم بناء نموذجان للاختبارات.

### الدبابات الثقيلة
- النمر الأول
- النمر الثاني

### الدبابات فائقة الثقل
- لاندكروزر ب. 1000 رات" (رات) - التخطيط لدبابة فائقة الثقل التي تزن 1000 طن. ألغيت في أوائل عام 1943
- بانزر سبعة لوف " (الاسد) - دبابة تزن 90 طناً ومسلحة بمدفع 105 مم؛ ألغيت في مارس 1942 لصالح بانزر الثامنة ماوس
- بانزر 8 ماوس" (ماوس) - دبابة فائقة الثقل تزن 180 طناً ومسلحة بمدافع من عيار 128 مم و75 مم؛ تم طلب خمسة، ولكن تم إكمال نموذجين أوليين قابلين للتشغيل فقط - الناجي الوحيد المعروض حاليًا في متحف دبابات كوبينكا.
- بانزركامفاجن إي-100 - دبابة تزن 140 طنًا ومسلحة إما بـ 128 أو 150 مدفع ملم، بدن نموذج واحد اكتمل تقريبًا، تم الاستيلاء على الهيكل وتقييمه لاحقًا من قبل البريطانيين قبل إلغاؤه في الخمسينيات

### دبابات الاستطلاع
- كوجل بانزر، نموذج لدبابة استطلاع كروية. أرسل إلى اليابان وأسره السوفييت في عام 1945. معروض حاليًا في متحف دبابات كوبينكا.

## الطائرات الشراعية
- يونكرز يو 322 " (ماموث) - طائرة شراعية للنقل الثقيل.

## طائرة محرك المكبس
- دورنير دو 335 - مقاتلة ثقيلة مع تكوين الدفع والسحب
- فوكه-أتشيليس فا 269 - طائرة إقلاع وهبوط عمودي
- فوك-وولف تا 152 - طائرة اعتراضية عالية الارتفاع
- فوك وولف تا 400 - مرشح مخطط لأمريكا بومبر بستة محركات شعاعية ومحركين نفاثين بمدى 13000 كم
- هنيكل إتش إي 111 - خمسة محركات ZWILLING (توأم) -fuselage الطائرات التي تم إنشاؤها عن طريق الجمع بين طائرتي هي 111 ووتهدف إلى سحب الطائرات الشراعية الكبيرة
- هينكل هي 274 - قاذفة ثقيلة على ارتفاع عال بأربعة محركات مع مدى 3,440 كيلومتر، أكملتها فرنسا بعد الحرب
- هينيكل هي 277 - تصميم طائرة قاذفة متقدمة مخطط لها ومتقدمة بعيد المدى، تم تعيينه من قبل وزارة طيران الرايخ بحلول فبراير 1943، وراثًا العديد من ميزات تصميم النموذج الأولي لهاينكل هي 219 أثناء تطورها ولكن لم يتم بناؤها أبدًا كطائرة كاملة، تطورت لتصبح مرشحة أمريكا بومبر، ليتم تشغيلها بأربعة محركات شعاعية BMW 801 وما يصل إلى 11000 نطاق كيلومتر
- يونكرز يو 390 - مرشحة لمشروع أمريكا بومبر بستة محركات شعاعية بمدى 9,700 كم، تم بناء نموذجين أوليين صالحين للطيران
- يونكرز يو 488 - قاذفة قنابل ثقيلة مع أربعة محركات رادالمدى 3,395   كم
- مسرشميت مي 264 - مرشحة لمشروع أمريكا بومبر بأربعة محركات مضمنة أو شعاعية لمدى طيران 15000 كم، تم بناء ثلاث نماذج أولية صالحة للطيران
- مسرشميت مي 323" Gigant " (Giant) - وسيلة نقل ثقيلة بستة محركات، مقتبسة من طائرة شراعية عملاقة من طراز مي 321

## طائرات صاروخية
- ارادو ار 234 بليتز - أول طائرة مفخخة وطائرة استطلاع
- Arado E.555 - قاذفة مخططة لمشروع أمريكا بومبر تعمل بالطاقة النفاثة
- أرادو إي.560 - سلسلة من مشاريع القصف التكتيكي
- باكيم با 349 " (Adder) - طائرة اعتراضية بالدفع الصاروخي
- بلوم وفوس بيه 178 - قاذفة قنابل توربينية
- دي أف أس 194 - طائرة تجريبية تعمل بالصواريخ
- دي أف أس 228 - طائرة استطلاع على ارتفاعات عالية تعمل بالطاقة الصاروخية
- دي أف أس 346 - طائرة أبحاث تعمل بالدفع الصاروخي
- Fieseler Fi 103R " <i id="mw1g">Reichenberg</i> " - نسخة مأهولة من قنبلة في-1 الطائرة
- فوك وولف <i id="mw2g">"Triebflügel"</i>
- Focke-Wulf Ta 183 " <i id="mw4A">Huckebein</i> " - مقاتلة توربينية
- Focke-Wulf Ta 283 - طائرة نفاثة مجنحة مخططة ومقاتلة تعمل بالدفع الصاروخي
- هاينكل هي 162 Spatz - الفائز في مسابقة تصميم Volksjäger (مقاتلة الشعب) لمقاتل توربينية ببمحرك واحد
- هينكل هي 176 - أول طائرة تجريبية تعمل بالوقود السائل في العالم
- هنكل هي 178 - أول طائرة نفاثة تجريبية تطير في العالم
- هنيكل هي 280 - أول تصميم مقاتلة توربيني، نماذج أولية فقط
- هاينكل هي 343 - قاذفة قنابل نفاثة مخططة بأربعة محركات تعتمد على التصميم العام لارادو ار 234 وتوسعته بشكل هامشي
- Henschel Hs 132 - قاذفة قنابل اعتراضية مخططة
- هورتن هو 229 - طائرة مقاتلة / قاذفة
- هورتن أتش.XVIII - طائرة مقاتلة مخطط لها على أساس هورتن هو 229
- يونكرز إي أف 128 - مقاتلة توربينية مخططة
- Junkers EF 132 - قاذفة توربينية مخططة
- يونكرز يو 287 - قاذفة قنابل توربينية
- ليبيش بي.13إيه -
- Lippisch P.13b - تم تطويرها من ليبيش بي.13إيه
- مسرشميت بي أف 109تي أل - مقاتلة توربينية مصممة كبديل / احتياطي لمسرشميت مي 262
- مسرشميت مي 163 «كوميت» (المذنب) - المقاتلة الأولى والوحيدة التي تعمل بالطاقة الصاروخية
- مسرشميت مي 262 " Schwalbe " (Swallow) -
- مسرشميت مي 263 - مقاتلة تعمل بالدفع الصاروخي تم تطويرها من مي 163
- Messerschmitt P.1101 - مقاتلة توربينية بجناح متعدد الأوضاع
- Messerschmitt P.1106 - مقاتلة نفاثة على أساس Messerschmitt Me P.1101
- odakoda-Kauba Sk P.14 - مقاتل طوارئ تعمل بالطاقة النفاثة
- Sombold So 344 - طائرة تعمل بالطاقة الصاروخية
- Silbervogel (Silverbird) - قاذفة قنابل مخططة شبه مدارية
- Zeppelin Fliegende Panzerfaust - طائرة اعتراضية قصيرة المدى للغاية تعمل بالطاقة الصاروخية
- زيبلين رامر -

## المروحيات
- فليتنر إف أي 184 - استطلاع ومضادة للغواصات أوتوجايرو
- فليتنر إف أي 185 - مروحية تجريبية
- فليتنر في 265 - طائرة هليكوبتر تجريبية، وهي أقدم طائرة تستخدم دوارات متشابكة معروفة في العالم
- فليتنر في 282 «كوليبري» (الطائر الطنان) - طائرة هليكوبتر استطلاعية «التزامن»
- فوك-أتشيليس فا 223 (دراجون) - مضاد للغواصات، والبحث والإنقاذ والاستطلاع، والشحن.

## القنابل والمتفجرات
- برنامج التسلح النووي الألماني
- فريتز إكس، قنبلة انزلاق موجهة ضد السفن، وهي أول سلاح موجه بدقة في العالم تم نشره في القتال

## المدارية
- Sun gun - مرآة مكافئة في المدار مصممة لتركيز ضوء الشمس على مواقع محددة على سطح الأرض

### اقتباسات
1. ↑  فوندرفافه
2. ↑  ويلي لي, "V-2: Rocket Cargo Ship" Astounding Science Fiction, May 1945, repr. Famous Science-Fiction Stories: Adventures in Time and Space, (ed. J. Francis McComas, Raymond J. Healy, [1946], 1957), p. 359.
3. 1 2  Tooze 2007.

### أعمال
- Merkel, Reiner (2010). Hans Kammler – Manager des Todes. Frankfurt am Main: August von Goethe Literaturverlag. ISBN:978-3-8372-0817-7.
- Tooze، Adam (2007). The Wages of Destruction: The Making and Breaking of the Nazi Economy. London: Penguin. ISBN:9780141003481.